# Tournoi masculin de curling aux Jeux olympiques de 2010
Cet article traite de l'épreuve masculine. Pour la compétition féminine, voir Tournoi féminin de curling aux Jeux olympiques de 2010.
Navigation
Turin 2006 Sotchi 2014
Le tournoi masculin de curling aux Jeux olympiques d'hiver de 2010 se déroule du 16 au 27 février 2010 au Centre olympique/paralympique à Vancouver (Canada) construit pour l'occasion. Sport de démonstration en 1932, 1988 et 1992 après avoir été sport officiel à l'édition 1924, il est aujourd'hui programmé comme sport olympique depuis 1998 à Nagano.

## Calendrier
| Calendrier des épreuves de curling | Calendrier des épreuves de curling | Calendrier des épreuves de curling | Calendrier des épreuves de curling | Calendrier des épreuves de curling | Calendrier des épreuves de curling | Calendrier des épreuves de curling | Calendrier des épreuves de curling | Calendrier des épreuves de curling | Calendrier des épreuves de curling | Calendrier des épreuves de curling | Calendrier des épreuves de curling | Calendrier des épreuves de curling | Calendrier des épreuves de curling | Calendrier des épreuves de curling | Calendrier des épreuves de curling | Calendrier des épreuves de curling | Calendrier des épreuves de curling | Calendrier des épreuves de curling |
| Février 2010                       | 12                                 | 13                                 | 14                                 | 15                                 | 16                                 | 17                                 | 18                                 | 19                                 | 20                                 | 21                                 | 22                                 | 23                                 | 24                                 | 25                                 | 26                                 | 27                                 | 28                                 |                                    |
| ---------------------------------- | ---------------------------------- | ---------------------------------- | ---------------------------------- | ---------------------------------- | ---------------------------------- | ---------------------------------- | ---------------------------------- | ---------------------------------- | ---------------------------------- | ---------------------------------- | ---------------------------------- | ---------------------------------- | ---------------------------------- | ---------------------------------- | ---------------------------------- | ---------------------------------- | ---------------------------------- | ---------------------------------- |
| Hommes                             |                                    |                                    |                                    |                                    | C                                  | C                                  | C                                  | C                                  | C                                  | C                                  | C                                  | C                                  |                                    | C                                  |                                    | ●                                  |                                    |                                    |

|   | Jour de l'épreuve |
| ● | Finale            |

## Équipes qualifiées
Les dix nations participantes regroupent neuf nations qualifiées, plus le pays-hôte. Les qualifications ont eu lieu en tenant compte des résultats des championnats du monde 2007, 2008 et 2009, afin de déterminer un classement mondial sur cette période. Les neuf premiers de ce classement (à l'exception du Canada, déjà qualifié puisque pays-hôte) sont qualifiés pour les Jeux olympiques.
| Allemagne | Canada | Chine | Danemark | États-Unis |
| --- | --- | --- | --- | --- |
| CC Füssen, Füssen Skip : Andy Kapp Third : Andreas Lang Second : Holger Höhne Lead : Andreas Kempf Remplaçant : Daniel Herberg                 | Saville SC, Edmonton Skip : Kevin Martin Third : John Morris Second : Marc Kennedy Lead : Ben Hebert Remplaçant : Adam Enright        | Harbin CC, Harbin Fourth : Liu Rui Skip : Wang Fengchun Second : Xu Xiaoming Lead : Zang Jialiang Remplaçant : Li Hongchen                     | Hvidovre CC, Hvidovre Fourth : Johnny Frederiksen Skip : Ulrik Schmidt Second : Bo Jensen Lead : Lars Vilandt Remplaçant : Mikkel Poulsen    | Duluth CC, Duluth Skip : John Shuster Third : Jason Smith Second : Jeff Isaacson Lead : John Benton Remplaçant : Chris Plys                |
| France | Grande-Bretagne | Norvège | Suède | Suisse |
| Chamonix CC, Chamonix Skip : Thomas Dufour Third : Tony Angiboust Second : Jan Henri Ducroz Lead : Richard Ducroz Remplaçant : Raphaël Mathieu | Lockerbie CC, Lockerbie Skip : David Murdoch Third : Ewan MacDonald Second : Peter Smith Lead : Euan Byers Remplaçant : Graeme Connal | Snarøen CK, Bærum Skip : Thomas Ulsrud Third : Torger Nergård Second : Christoffer Svae Lead : Håvard Vad Petersson Remplaçant : Thomas Løvold | Karlstads CK, Karlstad Skip : Niklas Edin Third : Sebastian Kraupp Second : Fredrik Lindberg Lead : Viktor Kjäll Remplaçant : Oskar Eriksson | CC St. Galler Bär, Saint-Gall Skip : Ralph Stöckli Third : Jan Hauser Second : Markus Eggler Lead : Simon Strübin Remplaçant : Toni Müller |

## Résultats

### Premier tour
Le tableau suivant résume le classement des équipes à l'issue du 1er tour :
| Rang | Pays            | V | D | bp | bc | Manches gagnées | Manches perdues | Manches blanches | Vols pour | Vols contre | Tirs % |
| ---- | --------------- | - | - | -- | -- | --------------- | --------------- | ---------------- | --------- | ----------- | ------ |
| 1    | Canada          | 9 | 0 | 75 | 36 | 36              | 28              | 14               | 2         | 4           | 85%    |
| 2    | Norvège         | 7 | 2 | 64 | 43 | 40              | 32              | 15               | 7         | 1           | 84%    |
| 3    | Suisse          | 6 | 3 | 53 | 45 | 35              | 39              | 20               | 8         | 9           | 81%    |
| 4    | Suède           | 5 | 4 | 50 | 52 | 34              | 36              | 20               | 6         | 8           | 82%    |
| 4    | Grande-Bretagne | 5 | 4 | 57 | 44 | 35              | 29              | 20               | 9         | 4           | 81%    |
| 6    | Allemagne       | 4 | 5 | 48 | 60 | 35              | 38              | 11               | 9         | 8           | 75%    |
| 7    | France          | 3 | 6 | 31 | 58 | 22              | 34              | 16               | 7         | 8           | 73%    |
| 8    | Chine           | 2 | 7 | 52 | 60 | 37              | 37              | 9                | 7         | 13          | 77%    |
| 8    | Danemark        | 2 | 7 | 40 | 57 | 31              | 29              | 12               | 6         | 5           | 78%    |
| 10   | États-Unis      | 2 | 7 | 43 | 59 | 32              | 41              | 18               | 9         | 12          | 76%    |

Les trois premières équipes en tête à la fin du premier tour ont été qualifiées directement pour les demi-finales. Quant à la quatrième place qualificative, la Grande-Bretagne et la Suède étant à égalité à la fin du premier tour, un jeu-décisif a été joué afin de les départager.
| Équipes         | 1 | 2 | 3 | 4 | 5 | 6 | 7 | 8 | 9 | 10 | 11 | Total |
| --------------- | - | - | - | - | - | - | - | - | - | -- | -- | ----- |
| Grande-Bretagne | 0 | 1 | 0 | 0 | 0 | 0 | 1 | 0 | 2 | 0  | x  | 4     |
| Suède           | 0 | 0 | 2 | 0 | 0 | 1 | 0 | 2 | 0 | 1  | x  | 6     |

| Équipes | 1 | 2 | 3 | 4 | 5 | 6 | 7 | 8 | 9 | 10 | 11 | Total |
| ------- | - | - | - | - | - | - | - | - | - | -- | -- | ----- |
| Norvège | 0 | 0 | 1 | 0 | 3 | 0 | 0 | 0 | 0 | 2  | 0  | 6     |
| Canada  | 0 | 3 | 0 | 2 | 0 | 0 | 0 | 0 | 1 | 0  | 1  | 7     |

| Équipes    | 1 | 2 | 3 | 4 | 5 | 6 | 7 | 8 | 9 | 10 | 11 | Total |
| ---------- | - | - | - | - | - | - | - | - | - | -- | -- | ----- |
| États-Unis | 0 | 1 | 0 | 2 | 0 | 0 | 1 | 0 | 1 | 0  | x  | 5     |
| Allemagne  | 1 | 0 | 2 | 0 | 1 | 1 | 0 | 2 | 0 | 0  | x  | 7     |

| Équipes  | 1 | 2 | 3 | 4 | 5 | 6 | 7 | 8 | 9 | 10 | 11 | Total |
| -------- | - | - | - | - | - | - | - | - | - | -- | -- | ----- |
| Suisse   | 0 | 0 | 0 | 1 | 1 | 0 | 4 | 0 | 0 | 0  | x  | 6     |
| Danemark | 0 | 0 | 0 | 0 | 0 | 1 | 0 | 2 | 1 | 1  | x  | 5     |

| Équipes   | 1 | 2 | 3 | 4 | 5 | 6 | 7 | 8 | 9 | 10 | 11 | Total |
| --------- | - | - | - | - | - | - | - | - | - | -- | -- | ----- |
| Canada    | 2 | 0 | 0 | 0 | 2 | 0 | 3 | 0 | 2 | x  | x  | 9     |
| Allemagne | 0 | 0 | 2 | 0 | 0 | 1 | 0 | 1 | 0 | x  | x  | 4     |

| Équipes | 1 | 2 | 3 | 4 | 5 | 6 | 7 | 8 | 9 | 10 | 11 | Total |
| ------- | - | - | - | - | - | - | - | - | - | -- | -- | ----- |
| Chine   | 0 | 0 | 0 | 1 | 0 | 0 | 3 | 0 | 1 | 0  | x  | 5     |
| France  | 1 | 0 | 0 | 0 | 1 | 2 | 0 | 0 | 0 | 2  | x  | 6     |

| Équipes    | 1 | 2 | 3 | 4 | 5 | 6 | 7 | 8 | 9 | 10 | 11 | Total |
| ---------- | - | - | - | - | - | - | - | - | - | -- | -- | ----- |
| États-Unis | 0 | 0 | 0 | 1 | 0 | 0 | 2 | 0 | 2 | 0  | 0  | 5     |
| Norvège    | 0 | 1 | 0 | 0 | 1 | 0 | 0 | 2 | 0 | 1  | 1  | 6     |

| Équipes         | 1 | 2 | 3 | 4 | 5 | 6 | 7 | 8 | 9 | 10 | 11 | Total |
| --------------- | - | - | - | - | - | - | - | - | - | -- | -- | ----- |
| Grande-Bretagne | 1 | 2 | 1 | 0 | 2 | 0 | 0 | 1 | 2 | x  | x  | 9     |
| France          | 0 | 0 | 0 | 2 | 0 | 1 | 1 | 0 | 0 | x  | x  | 4     |

| Équipes    | 1 | 2 | 3 | 4 | 5 | 6 | 7 | 8 | 9 | 10 | 11 | Total |
| ---------- | - | - | - | - | - | - | - | - | - | -- | -- | ----- |
| États-Unis | 0 | 0 | 0 | 2 | 1 | 1 | 1 | 1 | 0 | 0  | 0  | 6     |
| Suisse     | 2 | 1 | 1 | 0 | 0 | 0 | 0 | 0 | 1 | 1  | 1  | 7     |

| Équipes  | 1 | 2 | 3 | 4 | 5 | 6 | 7 | 8 | 9 | 10 | 11 | Total |
| -------- | - | - | - | - | - | - | - | - | - | -- | -- | ----- |
| Danemark | 0 | 1 | 0 | 0 | 0 | 0 | 0 | x | x | x  | x  | 1     |
| Chine    | 1 | 0 | 3 | 2 | 1 | 0 | 1 | x | x | x  | x  | 8     |

| Équipes   | 1 | 2 | 3 | 4 | 5 | 6 | 7 | 8 | 9 | 10 | 11 | Total |
| --------- | - | - | - | - | - | - | - | - | - | -- | -- | ----- |
| Allemagne | 1 | 0 | 0 | 1 | 1 | 0 | 0 | 0 | 0 | 0  | x  | 3     |
| Suède     | 0 | 0 | 2 | 0 | 0 | 1 | 0 | 1 | 0 | 2  | x  | 6     |

| Équipes    | 1 | 2 | 3 | 4 | 5 | 6 | 7 | 8 | 9 | 10 | 11 | Total |
| ---------- | - | - | - | - | - | - | - | - | - | -- | -- | ----- |
| Danemark   | 0 | 2 | 0 | 1 | 0 | 0 | 1 | 1 | 0 | 1  | 1  | 7     |
| États-Unis | 1 | 0 | 2 | 0 | 0 | 2 | 0 | 0 | 1 | 0  | 0  | 6     |

| Équipes   | 1 | 2 | 3 | 4 | 5 | 6 | 7 | 8 | 9 | 10 | 11 | Total |
| --------- | - | - | - | - | - | - | - | - | - | -- | -- | ----- |
| Allemagne | 0 | 1 | 0 | 1 | 0 | 1 | 0 | 0 | 1 | 0  | x  | 4     |
| Norvège   | 1 | 0 | 2 | 0 | 2 | 0 | 1 | 0 | 0 | 1  | x  | 7     |

| Équipes | 1 | 2 | 3 | 4 | 5 | 6 | 7 | 8 | 9 | 10 | 11 | Total |
| ------- | - | - | - | - | - | - | - | - | - | -- | -- | ----- |
| Canada  | 2 | 0 | 0 | 0 | 3 | 1 | 0 | 0 | 1 | x  | x  | 7     |
| Suède   | 0 | 0 | 0 | 1 | 0 | 0 | 1 | 1 | 0 | x  | x  | 3     |

| Équipes         | 1 | 2 | 3 | 4 | 5 | 6 | 7 | 8 | 9 | 10 | 11 | Total |
| --------------- | - | - | - | - | - | - | - | - | - | -- | -- | ----- |
| Grande-Bretagne | 1 | 0 | 0 | 2 | 0 | 0 | 0 | 0 | 0 | 0  | x  | 3     |
| Suisse          | 0 | 0 | 2 | 0 | 0 | 0 | 0 | 1 | 0 | 1  | x  | 4     |

| Équipes | 1 | 2 | 3 | 4 | 5 | 6 | 7 | 8 | 9 | 10 | 11 | Total |
| ------- | - | - | - | - | - | - | - | - | - | -- | -- | ----- |
| Suède   | 0 | 1 | 0 | 0 | 0 | 2 | 0 | 1 | 1 | 0  | 1  | 6     |
| Chine   | 1 | 0 | 1 | 1 | 0 | 0 | 1 | 0 | 0 | 1  | 0  | 5     |

| Équipes         | 1 | 2 | 3 | 4 | 5 | 6 | 7 | 8 | 9 | 10 | 11 | Total |
| --------------- | - | - | - | - | - | - | - | - | - | -- | -- | ----- |
| Grande-Bretagne | 0 | 0 | 2 | 0 | 1 | 0 | 0 | 3 | 0 | 3  | x  | 9     |
| Danemark        | 0 | 1 | 0 | 1 | 0 | 2 | 0 | 0 | 2 | 0  | x  | 6     |

| Équipes | 1 | 2 | 3 | 4 | 5 | 6 | 7 | 8 | 9 | 10 | 11 | Total |
| ------- | - | - | - | - | - | - | - | - | - | -- | -- | ----- |
| Norvège | 2 | 0 | 0 | 1 | 0 | 1 | 0 | 1 | 0 | 2  | x  | 7     |
| Suisse  | 0 | 0 | 1 | 0 | 1 | 0 | 1 | 0 | 1 | 0  | x  | 4     |

| Équipes | 1 | 2 | 3 | 4 | 5 | 6 | 7 | 8 | 9 | 10 | 11 | Total |
| ------- | - | - | - | - | - | - | - | - | - | -- | -- | ----- |
| France  | 0 | 0 | 2 | 0 | 1 | 1 | 1 | 0 | x | x  | x  | 5     |
| Canada  | 1 | 3 | 0 | 5 | 0 | 0 | 0 | 3 | x | x  | x  | 12    |

| Équipes   | 1 | 2 | 3 | 4 | 5 | 6 | 7 | 8 | 9 | 10 | 11 | Total |
| --------- | - | - | - | - | - | - | - | - | - | -- | -- | ----- |
| Allemagne | 0 | 0 | 1 | 0 | 1 | 1 | 1 | 0 | 3 | 0  | x  | 7     |
| Suisse    | 2 | 0 | 0 | 2 | 0 | 0 | 0 | 1 | 0 | 1  | x  | 6     |

| Équipes  | 1 | 2 | 3 | 4 | 5 | 6 | 7 | 8 | 9 | 10 | 11 | Total |
| -------- | - | - | - | - | - | - | - | - | - | -- | -- | ----- |
| Danemark | 1 | 0 | 1 | 0 | 1 | 0 | x | x | x | x  | x  | 3     |
| Canada   | 0 | 2 | 0 | 5 | 0 | 3 | x | x | x | x  | x  | 10    |

| Équipes    | 1 | 2 | 3 | 4 | 5 | 6 | 7 | 8 | 9 | 10 | 11 | Total |
| ---------- | - | - | - | - | - | - | - | - | - | -- | -- | ----- |
| France     | 0 | 0 | 0 | 1 | 0 | 0 | 2 | 0 | 0 | 0  | x  | 3     |
| États-Unis | 0 | 0 | 0 | 0 | 1 | 0 | 0 | 0 | 2 | 1  | x  | 4     |

| Équipes | 1 | 2 | 3 | 4 | 5 | 6 | 7 | 8 | 9 | 10 | 11 | Total |
| ------- | - | - | - | - | - | - | - | - | - | -- | -- | ----- |
| Norvège | 1 | 0 | 1 | 0 | 0 | 1 | 0 | 2 | 0 | 2  | x  | 7     |
| Chine   | 0 | 1 | 0 | 1 | 0 | 0 | 1 | 0 | 2 | 0  | x  | 5     |

| Équipes  | 1 | 2 | 3 | 4 | 5 | 6 | 7 | 8 | 9 | 10 | 11 | Total |
| -------- | - | - | - | - | - | - | - | - | - | -- | -- | ----- |
| Norvège  | 0 | 1 | 0 | 2 | 0 | 0 | 0 | 3 | 0 | x  | x  | 6     |
| Danemark | 0 | 0 | 1 | 0 | 1 | 0 | 0 | 0 | 1 | x  | x  | 3     |

| Équipes   | 1 | 2 | 3 | 4 | 5 | 6 | 7 | 8 | 9 | 10 | 11 | Total |
| --------- | - | - | - | - | - | - | - | - | - | -- | -- | ----- |
| France    | 0 | 0 | 3 | 1 | 0 | 0 | 0 | 0 | x | x  | x  | 4     |
| Allemagne | 2 | 0 | 0 | 0 | 2 | 1 | 2 | 2 | x | x  | x  | 9     |

| Équipes         | 1 | 2 | 3 | 4 | 5 | 6 | 7 | 8 | 9 | 10 | 11 | Total |
| --------------- | - | - | - | - | - | - | - | - | - | -- | -- | ----- |
| Chine           | 0 | 0 | 1 | 0 | 1 | 0 | 0 | 2 | 0 | x  | x  | 4     |
| Grande-Bretagne | 1 | 0 | 0 | 2 | 0 | 3 | 2 | 0 | 1 | x  | x  | 9     |

| Équipes    | 1 | 2 | 3 | 4 | 5 | 6 | 7 | 8 | 9 | 10 | 11 | Total |
| ---------- | - | - | - | - | - | - | - | - | - | -- | -- | ----- |
| Suède      | 0 | 0 | 1 | 0 | 2 | 0 | 3 | 0 | 0 | 1  | 0  | 7     |
| États-Unis | 1 | 1 | 0 | 2 | 0 | 1 | 0 | 0 | 2 | 0  | 1  | 8     |

| Équipes | 1 | 2 | 3 | 4 | 5 | 6 | 7 | 8 | 9 | 10 | 11 | Total |
| ------- | - | - | - | - | - | - | - | - | - | -- | -- | ----- |
| Suisse  | 0 | 0 | 2 | 0 | 3 | 0 | 2 | 0 | 2 | x  | x  | 9     |
| Chine   | 0 | 1 | 0 | 2 | 0 | 1 | 0 | 1 | 0 | x  | x  | 5     |

| Équipes | 1 | 2 | 3 | 4 | 5 | 6 | 7 | 8 | 9 | 10 | 11 | Total |
| ------- | - | - | - | - | - | - | - | - | - | -- | -- | ----- |
| Suède   | 1 | 0 | 2 | 0 | 0 | 0 | 1 | 0 | 0 | 0  | x  | 4     |
| France  | 0 | 2 | 0 | 0 | 0 | 0 | 0 | 0 | 2 | 1  | x  | 5     |

| Équipes         | 1 | 2 | 3 | 4 | 5 | 6 | 7 | 8 | 9 | 10 | 11 | Total |
| --------------- | - | - | - | - | - | - | - | - | - | -- | -- | ----- |
| Canada          | 0 | 2 | 0 | 1 | 0 | 2 | 0 | 0 | 0 | 2  | x  | 7     |
| Grande-Bretagne | 0 | 0 | 3 | 0 | 1 | 0 | 1 | 1 | 0 | 0  | x  | 6     |

| Équipes         | 1 | 2 | 3 | 4 | 5 | 6 | 7 | 8 | 9 | 10 | 11 | Total |
| --------------- | - | - | - | - | - | - | - | - | - | -- | -- | ----- |
| États-Unis      | 0 | 1 | 0 | 0 | 0 | 0 | 0 | 1 | 0 | 0  | x  | 2     |
| Grande-Bretagne | 0 | 0 | 0 | 0 | 2 | 1 | 0 | 0 | 0 | 1  | x  | 4     |

| Équipes | 1 | 2 | 3 | 4 | 5 | 6 | 7 | 8 | 9 | 10 | 11 | Total |
| ------- | - | - | - | - | - | - | - | - | - | -- | -- | ----- |
| Norvège | 2 | 0 | 0 | 2 | 0 | 2 | 0 | 1 | 0 | 0  | x  | 7     |
| Suède   | 0 | 3 | 0 | 0 | 1 | 0 | 2 | 0 | 1 | 1  | x  | 8     |

| Équipes | 1 | 2 | 3 | 4 | 5 | 6 | 7 | 8 | 9 | 10 | 11 | Total |
| ------- | - | - | - | - | - | - | - | - | - | -- | -- | ----- |
| Suisse  | 0 | 1 | 0 | 0 | 0 | 1 | 0 | 2 | 0 | 0  | x  | 4     |
| Canada  | 2 | 0 | 1 | 0 | 0 | 0 | 2 | 0 | 0 | 1  | x  | 6     |

| Équipes   | 1 | 2 | 3 | 4 | 5 | 6 | 7 | 8 | 9 | 10 | 11 | Total |
| --------- | - | - | - | - | - | - | - | - | - | -- | -- | ----- |
| Danemark  | 1 | 0 | 0 | 4 | 1 | 0 | 2 | 0 | 1 | x  | x  | 9     |
| Allemagne | 0 | 2 | 0 | 0 | 0 | 2 | 0 | 1 | 0 | x  | x  | 5     |

| Équipes | 1 | 2 | 3 | 4 | 5 | 6 | 7 | 8 | 9 | 10 | 11 | Total |
| ------- | - | - | - | - | - | - | - | - | - | -- | -- | ----- |
| France  | 0 | 0 | 0 | 1 | 0 | 1 | 0 | 0 | x | x  | x  | 2     |
| Norvège | 1 | 1 | 1 | 0 | 1 | 0 | 3 | 2 | x | x  | x  | 9     |

| Équipes    | 1 | 2 | 3 | 4 | 5 | 6 | 7 | 8 | 9 | 10 | 11 | Total |
| ---------- | - | - | - | - | - | - | - | - | - | -- | -- | ----- |
| Canada     | 0 | 1 | 0 | 2 | 0 | 1 | 1 | 0 | 2 | x  | x  | 7     |
| États-Unis | 1 | 0 | 1 | 0 | 0 | 0 | 0 | 0 | 0 | x  | x  | 2     |

| Équipes   | 1 | 2 | 3 | 4 | 5 | 6 | 7 | 8 | 9 | 10 | 11 | Total |
| --------- | - | - | - | - | - | - | - | - | - | -- | -- | ----- |
| Allemagne | 0 | 0 | 1 | 0 | 2 | 1 | 0 | 2 | 0 | 1  | x  | 7     |
| Chine     | 2 | 1 | 0 | 1 | 0 | 0 | 1 | 0 | 1 | 0  | x  | 6     |

| Équipes | 1 | 2 | 3 | 4 | 5 | 6 | 7 | 8 | 9 | 10 | 11 | Total |
| ------- | - | - | - | - | - | - | - | - | - | -- | -- | ----- |
| Suisse  | 1 | 1 | 0 | 2 | 0 | 0 | 0 | 0 | 3 | x  | x  | 7     |
| Suède   | 0 | 0 | 2 | 0 | 0 | 0 | 1 | 0 | 0 | x  | x  | 3     |

| Équipes         | 1 | 2 | 3 | 4 | 5 | 6 | 7 | 8 | 9 | 10 | 11 | Total |
| --------------- | - | - | - | - | - | - | - | - | - | -- | -- | ----- |
| Allemagne       | 0 | 0 | 0 | 0 | 1 | 0 | 1 | 0 | x | x  | x  | 2     |
| Grande-Bretagne | 1 | 0 | 1 | 2 | 0 | 2 | 0 | 2 | x | x  | x  | 8     |

| Équipes  | 1 | 2 | 3 | 4 | 5 | 6 | 7 | 8 | 9 | 10 | 11 | Total |
| -------- | - | - | - | - | - | - | - | - | - | -- | -- | ----- |
| France   | 1 | 1 | 0 | 2 | 0 | 0 | 0 | 0 | 1 | 0  | 1  | 6     |
| Danemark | 0 | 0 | 1 | 0 | 3 | 0 | 0 | 0 | 0 | 1  | 0  | 5     |

| Équipes    | 1 | 2 | 3 | 4 | 5 | 6 | 7 | 8 | 9 | 10 | 11 | Total |
| ---------- | - | - | - | - | - | - | - | - | - | -- | -- | ----- |
| Chine      | 3 | 0 | 1 | 1 | 0 | 0 | 3 | 0 | 3 | x  | x  | 11    |
| États-Unis | 0 | 2 | 0 | 0 | 1 | 1 | 0 | 1 | 0 | x  | x  | 5     |

| Équipes | 1 | 2 | 3 | 4 | 5 | 6 | 7 | 8 | 9 | 10 | 11 | Total |
| ------- | - | - | - | - | - | - | - | - | - | -- | -- | ----- |
| Chine   | 0 | 1 | 0 | 1 | 0 | 1 | 0 | x | x | x  | x  | 3     |
| Canada  | 4 | 0 | 1 | 0 | 1 | 0 | 4 | x | x | x  | x  | 10    |

| Équipes  | 1 | 2 | 3 | 4 | 5 | 6 | 7 | 8 | 9 | 10 | 11 | Total |
| -------- | - | - | - | - | - | - | - | - | - | -- | -- | ----- |
| Suède    | 3 | 0 | 2 | 1 | 0 | 0 | 0 | 0 | 0 | 1  | x  | 7     |
| Danemark | 0 | 1 | 0 | 0 | 2 | 1 | 1 | 0 | 1 | 0  | x  | 6     |

| Équipes         | 1 | 2 | 3 | 4 | 5 | 6 | 7 | 8 | 9 | 10 | 11 | Total |
| --------------- | - | - | - | - | - | - | - | - | - | -- | -- | ----- |
| Grande-Bretagne | 0 | 3 | 0 | 1 | 0 | 0 | 0 | 1 | x | x  | x  | 5     |
| Norvège         | 2 | 0 | 2 | 0 | 2 | 0 | 3 | 0 | x | x  | x  | 9     |

| Équipes | 1 | 2 | 3 | 4 | 5 | 6 | 7 | 8 | 9 | 10 | 11 | Total |
| ------- | - | - | - | - | - | - | - | - | - | -- | -- | ----- |
| Suisse  | 2 | 0 | 0 | 0 | 0 | 2 | 1 | 1 | 0 | x  | x  | 6     |
| France  | 0 | 0 | 0 | 1 | 0 | 0 | 0 | 0 | 1 | x  | x  | 2     |

#### Jeu-décisif, le mercredi 24 février 2010, à 14h00
| Équipes         | 1 | 2 | 3 | 4 | 5 | 6 | 7 | 8 | 9 | 10 | 11 | Total |
| --------------- | - | - | - | - | - | - | - | - | - | -- | -- | ----- |
| Suède           | 2 | 0 | 2 | 1 | 0 | 0 | 0 | 1 | 0 | 0  | 1  | 7     |
| Grande-Bretagne | 0 | 2 | 0 | 0 | 1 | 1 | 1 | 0 | 0 | 1  | 0  | 6     |

### Phase à élimination directe

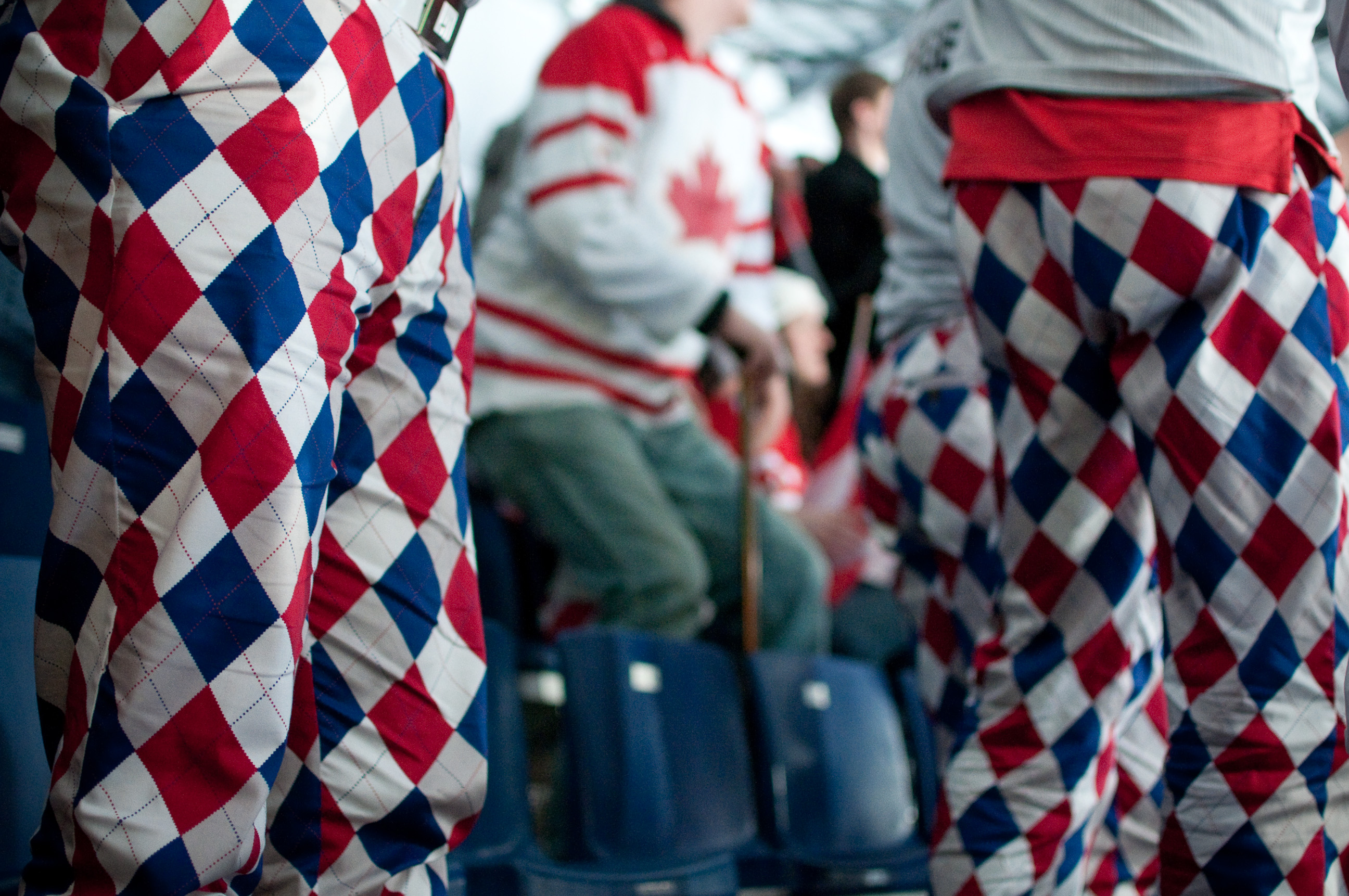
Pantalon de la Norvège lors du tournoi

|  | Demi-finales           | Demi-finales           |                        |   | Finale                 | Finale                 |
|  | Demi-finales           | Demi-finales           |                        |   | Finale                 | Finale                 |
|  |                        |                        |                        |   |                        |                        |
|  | 25 février 2010, 14:00 | 25 février 2010, 14:00 |                        |   | 27 février 2010, 15:00 | 27 février 2010, 15:00 |
|  | 25 février 2010, 14:00 | 25 février 2010, 14:00 |                        |   | 27 février 2010, 15:00 | 27 février 2010, 15:00 |
|  | 1er Canada             | 6                      |                        |   | 27 février 2010, 15:00 | 27 février 2010, 15:00 |
|  | 1er Canada             | 6                      |                        |   | 27 février 2010, 15:00 | 27 février 2010, 15:00 |
|  | 4e Suède               | 3                      |                        |   | 27 février 2010, 15:00 | 27 février 2010, 15:00 |
|  | 4e Suède               | 3                      | Canada                 | 6 |                        |                        |
|  | 25 février 2010, 14:00 |                        | Canada                 | 6 |                        |                        |
|  |                        | Norvège                | 3                      |   |                        |                        |
|  | 2e Norvège             | Norvège                | 3                      | 7 |                        |                        |
|  | 2e Norvège             |                        |                        | 7 |                        |                        |
|  | 3e Suisse              | 5                      |                        |   |                        |                        |
|  | 3e Suisse              | 5                      | Match pour la 3e place |   |                        |                        |
|  |                        |                        |                        |   |                        |                        |
|  | 27 février 2010, 09:00 |                        |                        |   |                        |                        |
|  |                        |                        |                        |   |                        |                        |
|  | Suède                  | 4                      |                        |   |                        |                        |
|  | Suède                  | 4                      |                        |   |                        |                        |
|  | Suisse                 | 5                      |                        |   |                        |                        |
|  | Suisse                 | 5                      |                        |   |                        |                        |

#### Demi-finales
Les demi-finales sont disputées le jeudi 25 février à 14h00.
| Équipes    | 1 | 2 | 3 | 4 | 5 | 6 | 7 | 8 | 9 | 10 | 11 | Total |
| ---------- | - | - | - | - | - | - | - | - | - | -- | -- | ----- |
| 4e Suède   | 0 | 0 | 1 | 0 | 0 | 0 | 0 | 1 | 1 | x  | x  | 3     |
| 1er Canada | 0 | 1 | 0 | 1 | 2 | 2 | 0 | 0 | 0 | x  | x  | 6     |

| Équipes    | 1 | 2 | 3 | 4 | 5 | 6 | 7 | 8 | 9 | 10 | 11 | Total |
| ---------- | - | - | - | - | - | - | - | - | - | -- | -- | ----- |
| 3e Suisse  | 0 | 0 | 0 | 1 | 0 | 2 | 0 | 1 | 0 | 1  | x  | 5     |
| 2e Norvège | 0 | 1 | 1 | 0 | 2 | 0 | 1 | 0 | 2 | 0  | x  | 7     |

#### Match pour la médaille de bronze
Le match pour la médaille de bronze est disputé le samedi 27 février 2010 à 9h00.
| Équipes | 1 | 2 | 3 | 4 | 5 | 6 | 7 | 8 | 9 | 10 | 11 | Total |
| ------- | - | - | - | - | - | - | - | - | - | -- | -- | ----- |
| Suède   | 0 | 1 | 0 | 0 | 2 | 0 | 1 | 0 | 0 | 0  | x  | 4     |
| Suisse  | 1 | 0 | 0 | 1 | 0 | 1 | 0 | 0 | 0 | 2  | x  | 5     |

#### Finale
La finale est disputée le samedi 27 février 2010 à 15h00.
| Équipes | 1 | 2 | 3 | 4 | 5 | 6 | 7 | 8 | 9 | 10 | 11 | Total |
| ------- | - | - | - | - | - | - | - | - | - | -- | -- | ----- |
| Canada  | 0 | 1 | 0 | 1 | 1 | 0 | 2 | 0 | 1 | x  | x  | 6     |
| Norvège | 0 | 0 | 0 | 0 | 0 | 2 | 0 | 1 | 0 | x  | x  | 3     |

## Podium
| Or     | Argent  | Bronze |
| Canada | Norvège | Suisse |